# Carlos de Lorena-Guisa

Carlos de Lorena, (Joinville, 17 de febrero de 1524 - Aviñón, Estados Pontificios, 26 de diciembre de 1574), fue un noble, eclesiástico y político francés, duque de Chevreuse, arzobispo de Reims, obispo de Metz y cardenal de Lorena.

## Semblanza
Carlos era el segundo hijo de Claudio I de Guisa, primer duque de Guisa y señor de Joinville, que destacó durante el reinado de Francisco I en sus guerras contra el Emperador Carlos V, y de Antonieta de Borbón-Vendome.
Arzobispo de Reims a los 14 años tras la dimisión de su tío Juan (1538), tomó el título de Cardenal de Lorena tras la muerte de su tío (1547). Consiguió, junto a su hermano mayor, Francisco, duque de Guisa, ganar el favor del Rey Enrique II. Él y sus hermanos ejercieron una gran influencias y desempeñaron un importante papel en los asuntos del país. 
El cardenal de Lorena era un personaje incómodo. Tremendamente ortodoxo en los principios de la Iglesia Católica, era enemigo jurado de los protestantes. Carlos fue el principal defensor de los principios del Concilio de Trento, y pretendió aplicarlos en Francia. Defendió la religión católica durante toda su vida y resultó ser de una intolerancia que sorprendía incluso al rey de España Felipe II. Mientras su hermano Francisco tenía una gran generosidad, Carlos era egoísta e insolente desde su poder. Pero era también un hábil político. Diestro, elocuente, lleno de recursos y capaz de seducir. Su talento hace de él el rival más acérrimo de Catalina de Médici. Al ser partidario del exterminio del protestantismo, combatirá por eso mismo la política de tolerancia civil de la reina madre. Por sus elevadas capacidades intelectuales, el cardenal ejercerá con frecuencia la diplomacia.
El Cardenal de Lorena consigue alcanzar el poder junto a su hermano con el advenimiento del joven Francisco II (1559). El cardenal de Lorena obtuvo el total control de la administración financiera. Sin embargo, tendrá que ceder el puesto tras la muerte del joven rey al año siguiente. Presencia con impotencia cómo se introduce en la corte el protestantismo. Siguió sin embargo desempeñando un importante papel tras el coloquio de Poissy en el que se enfrentó a Théodore de Bèze, jefe del partido protestante. Su intransigencia consiguió hacer fracasar la reconciliación entre los miembros de las dos religiones con gran disgusto de la reina madre. 
Al morir su hermano Francisco (1563), Carlos pasa a ser el líder de la Casa de Guisa y del partido católico. Ejerce la tutela de los hijos de su hermano muerto y busca cualquier medio para perjudicar a los Montmorency y en especialmente al almirante Gaspar de Coligny al que responsabilizaba de la muerte de su hermano. En 1565, mientras la corte se hallaba en el sur, está a punto de batirse en duelo callejero en París con Francisco de Montmorency, hijo del condestable Anne de Montmorency por un asunto de protocolo. Deseosa de restablecer la concordia en el reino, la reina madre obligará al cardenal a reconciliarse con el clan de los Montmorency en Moulins en 1566. Abrazó públicamente al almirante de Coligny, pero la Segunda y Tercera Guerras de Religión, le permitieron romper esa reconciliación y seguir persiguiendo al almirante. 
Más adelante, negoció la boda de Carlos IX con Isabel de Austria (1569). A continuación se marchó a Roma para participar en el cónclave que debía elegir un nuevo papa. Opuesto al matrimonio entre la princesa Margarita y el protestante Enrique de Navarra, que debía sellar la unión entre católicos y protestantes, intenta convencer al papa de que no de su consentimiento a dicha boda. 
Pero con gran alegría y sorpresa conoce la noticia de la Masacre de San Bartolomé. Se afana en regresar a París, pensando en la posibilidad de recuperar su lugar en el consejo del rey. Piensa que se ha podido producir un cambio en la política religiosa de Catalina de Médici, pero esta le hizo saber enseguida que esa matanza era un trágico error y que él tampoco era bienvenido. Carlos se detiene entonces en Aviñón, en donde muere el 26 de diciembre de 1574.